# Ruth Maier

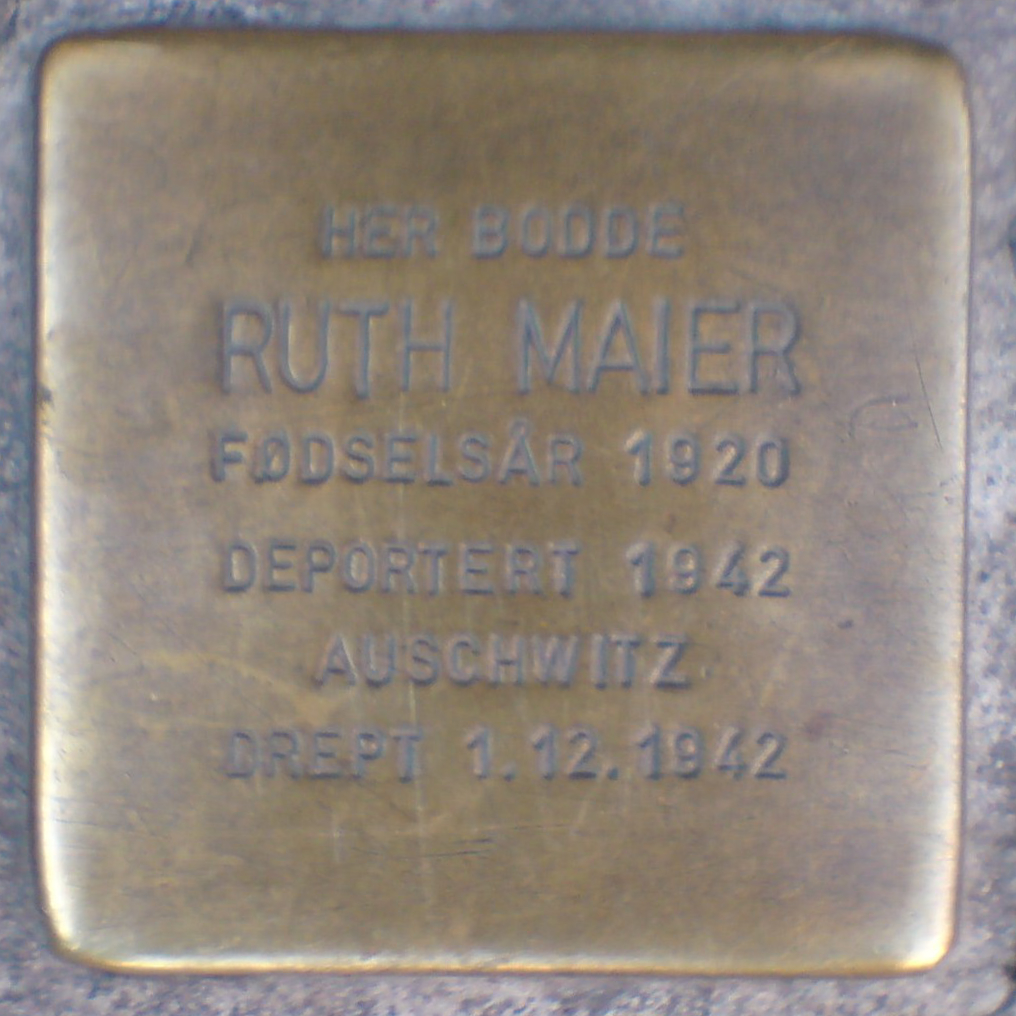
Stolpersteine en la última residencia de Maier en Oslo

Ruth Maier (10 de noviembre de 1920, Viena, Austria - 1 de diciembre de 1942, Auschwitz, Polonia) fue una mujer austriaca que escribió diarios contando su experiencia durante el Holocausto en Austria y Noruega. Sus escritos fueron publicados en 2007, y se la describe como la "Ana Frank de Noruega".

## Juventud
Ruth Maier nació en Viena en el seno de una familia judía. Su padre, Ludwig Maier, era doctor en Filosofía y políglota, pues hablaba nueve idiomas, y trabajaba en el servicio postal y de telégrafos. Murió en 1933 de erisipela. Su primer primo, que sobrevivió a la guerra, era el filósofo Stephan Körner.
Su hermana pequeña, Judith, escapó al Reino Unido. Y, a través de contactos de su padre, Ruth encontró refugio en Noruega, donde llegó en tren el 30 de enero de 1939. Fue acogida por una familia noruega, aprendió el idioma en un año y conoció a la futura poeta Gunvor Hofmo en un campo de trabajo voluntario en Biri. Se hicieron inseparables y trabajaron en varios lugares del país.

## Modelo para el escultor Gustav Vigeland
Ruth fue también una de las modelos para la estatua "Surprised", de Gustav Vigeland. Se expone de manera permanente en Frogner Park en Oslo. Vigeland empezó la obra en 1904 y la completó en 1942. La modelo para la cara de la escultura fue Inga Syvertsen. En 2002 la estatua fue realizada en bronce.
Ruth Maier también fue modelo para el pintor noruego Asmund Esval.

## Arresto, deportación a Auschwitz y muerte
Ruth alquiló una habitación en Oslo a principios de 1942 y fue arrestada y deportada el 26 de noviembre de 1942. Llegó a Auschwitz el 1 de diciembre y murió en las cámaras de gas con tan sólo 22 años.

## Publicación del diario
Gunvor Hofmo, amiga cercana de Ruth, guardó sus diarios y mucha de su correspondencia, que llevó a la editorial Gyldendal para publicarlos en 1953, aunque fueron rechazados. Después de su muerte en 1995. Jan Erik Vold editó los escritos durante 10 años y finalmente se publicaron en 2007. Vold estaba muy impresionado por el valor literario de los diarios y comparó el talento de Ruth Maier con Hannah Arendt y Susan Sontag. El libro se tradujo al inglés en 2009.

## Disculpa del gobierno de Noruega
En un discurso celebrado el 27 de enero de 2012 con ocasión del Día Internacional de Conmemoración en Memoria de las Víctimas del Holocausto, el primer ministro de Noruega, Jens Stoltenberg, pidió una disculpa oficial por el papel de Noruega en las deportaciones. Como se informa en la página web oficial del gobierno, Stoltenberg pronunció su discurso en el muelle de Oslo, donde 532 judíos embarcaron en el Donau el 26 de noviembre de 1942 con destino a los campso nazis. Stoltenberg dijo:

El Holocausto vino a Noruega el jueves 26 de noviembre de 1942. Ruth Maier fue una de los muchos arrestados aquel día. El 26 de noviembre, cuando salía el sol, el sonido de las botas pesadas podía oírse en las escaleras de la pensión "Englehjemmet" de Oslo. Unos minutos después, esta chica judía fue vista mientras la sacaban del número 3 de Dalsbergstien. Ruth Maier fue vista por última vez siendo forzada a entrar en un camión negro por dos policías noruegos. Cinco días después murió. Asesinada en una cámara de gas en Auschwitz. Afortunadamente, forma parte del ser humano aprender de nuestros errores. Y nunca es tarde. Más de 50 años después de que la guerra hubiera acabado, el Storting decidió corregir el error, colectiva e individualmente, de la liquidación de los bienes judíos. El estado aceptó la responsabilidad moral de los crímenes cometidos contra los judíos noruegos durante la Segunda Guerra Mundial. ¿Qué pasa con los crímenes contra Ruth Maier y los otros judíos? Los asesinatos fueron indudablemente llevados a cabo por los nazis. Pero fueron los noruegos los que hicieron los arrestos. Fueron los noruegos quienes conducían los camiones. Esto ocurrió en Noruega.
Jens Stoltenberg, Primer Ministro noruego, 27 de enero de 2012.

## Legado
En 2015, el periódico Klassekampen imprimió un facsímil del pasaje "Kirkegård/Vår Frelser" ("Cementerio/Nuestro Salvador") en un artículo sobre la exposición Krigsbilder. Kunst under okkupasjonen 1940—45 en Bomuldsfabrikken Kunsthall en Arendal. 